# Réponse paysanne
Réponse paysanne (appelé en créole haïtien Repons peyizan) est un ancien parti politique haïtien, qui est au pouvoir de 2011 à 2016. 
Fondé par Michel Martelly en 2010, le parti remporte les élections de 2011.

## Fondation
Michel Martelly annonce en juillet 2010 la création d'un parti portant le nom de Réponse paysanne. Le même mois, il se déclare candidat à l'élection présidentielle. Il est soutenu par Pras Michel et Wyclef Jean durant sa campagne électorale, qui finissent par intégrer le parti.
Le 21 avril 2011, le Conseil électoral provisoire le déclare officiellement vainqueur du second tour de scrutin, qui s'est tenu le 20 mars précédent, avec 67,57 % des voix face à Mirlande Manigat. Son investiture a lieu le 14 mai 2011.
Le Parti haïtien Tèt Kale prend la suite.

## Résultats électoraux

### Élections législatives
| Année     | Sièges  | Rang | Gouvernement |
| --------- | ------- | ---- | ------------ |
| 2010-2011 | 10 / 99 | 3e   |              |

### Élections sénatoriales
| Année     | Sièges | Rang |
| --------- | ------ | ---- |
| 2010-2011 | 1 / 30 | 3e   |

### Élections présidentielles
| Année     | Candidat        | 1er tour | 1er tour | 2d tour | 2d tour |
| Année     | Candidat        | %        | Rang     | %       | Rang    |
| --------- | --------------- | -------- | -------- | ------- | ------- |
| 2010-2011 | Michel Martelly | 21,84    | 2e       | 67,57   | 1er     |